# Leia insignis
Leia insignis är en tvåvingeart som beskrevs av Enrico Adelelmo Brunetti 1912. Leia insignis ingår i släktet Leia och familjen svampmyggor. Inga underarter finns listade i Catalogue of Life.